# Лукты (Смоленская область)
Лукты — деревня в Дорогобужском районе Смоленской области России. Входит в состав Княщинского сельского поселения.
Население — 2 жителя (2007 год).
Расположена в центральной части области в 6 км к югу от Дорогобужа, в 3 км восточнее автодороги Р137 Сафоново — Рославль. В 31 км севернее от деревни находится железнодорожная станция Дурово на линии Москва — Минск.

## История
В годы Великой Отечественной войны деревня была оккупирована гитлеровскими войсками в октябре 1941 года, освобождена в сентябре 1943 года.